# Big Daddy
Big Daddy er en amerikansk spillefilm og komedie med Adam Sandler i hovedrollen. Den havde premiere i USA den 25 juni 1999.

## Handling
Sonny Koufax har levet hele sit liv gennem at undvikle at tage ansvar. Da hans kæreste dumper ham, vil han bevise, at han er moden, og bestemmer sig for at adoptere femårige Julian (Spilles af Dylan og Cole Sprouse).

## Taglines
- Nature called. Look who answered.
- Once you adopt a kid, you've got to keep him.

## Medvirkende
- Adam Sandler – Sonny Koufax
- Joey Lauren Adams – Layla
- Jon Stewart – Kevin
- Cole og Dylan Sprouse – Julian
- Josh Mostel – Mr. Brooks
- Leslie Mann – Corinne
- Allen Covert – Phil
- Rob Schneider – Delivery Guy
- Kristy Swanson – Vanessa
- Joseph Bologna – Mr. Koufax
- Peter Dante – Tommy
- Jonathan Loughran – Mike
- Steve Buscemi – Homless Guy
- Tim Herlihy – Singing Kangaroo
- Larkin Malloy – Restaurant Owner
- Samantha Brown – Employee
- Neal Huff – Customer
- Geoffrey Horne – Sid
- Greg Haberny – NYU Student
- Jackie Titone – Waitress
- George Hall  – Elderly Driver
- Peggy Shay – Lady at Tollbooth
- Alfonso Ramírez – George
- Salvatore Cavaliere – Angry Motorist
- Kelly Dugan – Kelly
- Jared Sandler – Jared
- Jillian Sandler –  Jillian
- Helen Lloyd Breed – Miss Foote
- Chloé Hult – School Teacher
- Carmen De Lavallade – Judge M. Healy
- Steven Brill – Ted Castellucci
- Glen Trotiner – Bailiff
- Jorge Buccio – Himself
- Cat Jagar – Receptionist
- Deborah S. Craig – Paralegal
- Nicholas Taylor – Older Kid
- Cole Hawkins – Cole
- Gabriel Jacobs – Jeff
- Michael Arcate – Broken Arm Kid
- Gaetano Lisi – Hot Dog Vendor
- Michael Giarraputo – Hoboken Motorist
- Steve Glenn – Guy at Party
- Al Cerullo – Helicopter Pilot